# Stine Ballisager Pedersen
Stine Ballisager Pedersen, född den 3 januari 1994, är en dansk fotbollsspelare. Hon representerar FC Bayern München och det danska landslaget.

## Biografi
Ballisager inledde sin seniorkarriär i IK Skovbakken år 2012. Hon har även spelat för Vålerenga och AFC Fiorentina innan hon 2025 kontrakterades av FC Bayern München. Hon har även representerat det danska damlandslaget där hon debuterade 2012.